# Médiathèque Macaulay
La médiathèque Macaulay (Macaulay Library) est située au Cornell Lab of Ornithology de l’université Cornell à Ithaca dans l’État de New York (États-Unis). Elle contient la plus importante collection au monde de documents audio et vidéo sur le comportement des animaux. La médiathèque Macaulay fait aussi partie de la National Science Digital Library.

## Histoire
Le Cornell Lab of Ornithology est un pionnier dans le développement des méthodes et techniques d’enregistrement faunique et la médiathèque Macauley est intimement lié à ce développement. En 1929, la compagnie Fox-Case Movietone approcha Peter Paul Kellogg, un chercheur du laboratoire ayant déjà un intérêt dans les techniques d’enregistrement sonore. La compagnie nouvellement formée cherchait de l’aide pour l’enregistrement d’un oiseau chanteur dans le but de mettre au point une nouvelle technique cinématographique comprenant la synchronisation sonore. C’est ainsi qu’un matin du mois de mai 1928, Peter Kellog, Arthur Augustus Allen et une équipe de la compagnie réussirent à enregistrer un Bruant chanteur, un Troglodyte familier et un Cardinal à poitrine rose dans un parc d’Ithaca. Les résultats décevants et l’équipement terriblement cher et lourd n’empêchèrent pas Allen et ses collègues de voir le potentiel de cette technologie pour l’avancement de l’ornithologie.
Dès 1928, Albert R. Brand, un étudiant du professeur Allen, se lança dans le développement des techniques d’enregistrement des chants d’oiseaux. En moins de deux ans, le chant d’une quarantaine d’oiseaux fut enregistré avec succès. Les moyens d’enregistrements furent encore améliorés peu de temps après avec l’utilisation d’un miroir parabolique.
La venue de la bande magnétique après la Seconde Guerre mondiale permit la conception d’appareils plus petits et plus légers. Peter Paul Kellogg participa à la fabrication d’un modèle d’à peine 9 kilos dont la production commerciale débuta en 1951. Cette nouvelle technologie contribua grandement à l’essor des études sur le terrain en zoologie ainsi qu’à la croissance de la Library of Natural Sounds, le nom d’origine de la Médiathèque Macaulay.
Avec le déménagement du laboratoire dans ses nouveaux locaux en 1957 et les nouveaux espaces pour la médiathèque débuta une ère de croissance où la collection passa d’archives ornithologiques nord-américaines à archives zoologiques internationales. Comme pour toute bibliothèque de recherche, le développement de la médiathèque Macaulay est un reflet des activités du Cornell Lab of Ornithology ainsi qu’un support indispensable. Plusieurs projets de recherches dans le domaine de la phylogénétique eurent recours à des bandes sonores et enrichirent en retour les archives de la médiathèque par l’addition de nouveaux documents. Des activités de recherche en Afrique, en Europe, au Mexique, au Panama, à Taïwan et au Népal vinrent accroître la collection.
Entre 1970 et 2000, la médiathèque poursuit sa croissance notamment avec James L. Gulledge, directeur de 1974 à 1987. Les efforts de J. L. Gulledge pour obtenir des fonds et ses contacts avec des ornithologues compétents – entre autres Theodore A. Parker III – contribua à transformer la médiathèque, celle-ci passant d’une curiosité à un centre de documentation unique en biologie. Gulledge engagea des professionnels incluant des ingénieurs afin de moderniser les studios et le matériel d’enregistrement. Il participa à l’établissement de formations et de cours de techniques d’enregistrement pour les étudiants et les chercheurs. D’environ 15 000 documents au début des années 1970, les archives dépassèrent les 140 000 vers la fin des années 1990.
Au début des années 2000, la médiathèque passe en mode numérique. L’ensemble des archives fut transféré sur DVD à 96 kHz et 24 bits en plusieurs copies en plus d’un serveur pour l’accès en ligne. Au même moment, une campagne de financement est lancée pour la construction de nouveaux espaces. Le nouvel édifice du Cornell Lab of Ornithology fut complété en 2003 et la médiathèque acquit son nom actuel d’après Linda et William (Bill) Macaulay, contributeurs et bienfaiteurs notoires. Les espaces, spacieux, sont pourvus de studios, de fibres optiques et d’une atmosphère contrôlée pour la préservation des documents.
Parallèlement à ces développements, la médiathèque commença l’intégration d’un ensemble de plusieurs milliers d’enregistrements sonores de cétacés. Les documents vidéos prennent aussi de plus en plus d’importance, renouant avec les débuts de la médiathèque où les premiers documents étaient cinématographiques. Une base de données est créée afin de rendre accessibles facilement et rapidement les archives de la médiathèque.

## Description
La médiathèque Macaulay contient plus de 170 000 enregistrements sonores qui couvrent les trois quarts des espèces d’oiseaux du monde. La collection d’enregistrements d’insectes, de poissons, d’amphibiens et de mammifères s’accroit rapidement. La médiathèque contient également plus de 60 000 vidéos de qualités professionnelles de plus de 3 500 espèces d’oiseaux. La collection s’enrichit rapidement de vidéos d’animaux autres que les oiseaux. Le catalogue de la médiathèque est accessible en ligne et une grande partie des documents peuvent être écoutés ou visualisés gratuitement.
La médiathèque Macaulay emploie environ 25 personnes, ce qui comprend divers professionnels, des techniciens et des étudiants. Les principaux contributeurs de la médiathèque sont les chercheurs du Cornell Lab of Onithology, mais n’importe qui est invité à enrichir la collection.

## Activités
La médiathèque participe étroitement aux activités d’enseignement, de conservation et de recherche du Cornell Lab of Ornithology. Des expéditions organisées par le laboratoire chaque année viennent enrichir la médiathèque. Des ateliers sont offerts pour l’apprentissage des techniques d’enregistrement de la faune ainsi que se familiariser avec l’équipement nécessaire pour effectuer des enregistrements de qualité. De nombreux documents sonores ont été commercialisés, principalement de chant d’oiseaux, mais aussi de la communication de vertébrés d’autres classes et des insectes.